# Show & Co. mit Carlo
Show & Co. mit Carlo war von 1984 bis 1986 eine 90-minütige Unterhaltungsshow im ZDF mit Carlo von Tiedemann.

## Namensgebung
Am  21. Januar 1984 gab Carlo von Tiedemann in der Jahreshitparade 1983 bekannt, dass bald seine eigene neue Sendung im ZDF beginnt, in der er viel Musik präsentieren, aber auch Gäste zum Gespräch begrüßen wird. Und weil man von Anfang an den Zuschauern die Möglichkeit geben wollte, sich auch an der Suche nach einem Namen für das neue Showkonzept zu beteiligen, bat er diese darum ihre Titelvorschläge per Postkarte an die Unterhaltungsredaktion des ZDF in Mainz zu schicken. Diese wählte aus der Vielzahl von Zuschriften den Titel „Show & Co. mit Carlo“ aus.

## Geschichte
Carlo von Tiedemann begrüßte ab dem 29. März 1984 deutsche und internationale Stars. Ab der 7. Folge bekam die Show den zusätzlichen Beisatz „Made in Germany“. Mit diesem Untertitel verwirklichte der Hamburger Entertainer ein neues Konzept. Er wollte in seiner Show zeigen, dass deutsche Musik mit ihren Komponisten, Produzenten, Textern und Sängern sich in Qualität und Vielseitigkeit nicht vor dem internationalen Angebot verstecken muss. Neben deutscher Rock- und Popmusik wurden außerdem deutsche Produkte, Patente sowie Erfindungen präsentiert. Ebenso andere Persönlichkeiten, unter anderem Claudia Leistner, Sandy Burton und Björn Ulvaeus (ABBA), fanden neben Stars aus der deutschen und internationalen Pop- und Schlagerszene bei Carlo auf der Couch Platz.

## Das Ende der Sendung
Die 11. Ausgabe der Show sollte eigentlich am 21. August 1986 live im Programm des ZDF aus Hannover gesendet werden. Doch zu dieser Ausstrahlung kam es nicht mehr, da die Sendung kurz vor dem geplanten Ausstrahlungstermin abgesetzt wurde. Gescheitert war die Show letztendlich an ihrem Sendeplatz: Sie lief donnerstags um 19.30 Uhr im Wechsel mit „Dalli Dalli“ und „Der Große Preis“ und musste sich deshalb mit diesen Shows messen lassen. Kurz nach ihrer plötzlichen Absetzung wurde die Sendung von der neuen Spielshow „Ihr Einsatz bitte“ abgelöst. Carlo von Tiedemann selbst beschrieb das Ende der Sendung mit einer Kündigung seinerseits via BILD-Zeitung aufgrund von Differenzen zum damaligen stellvertretenden ZDF-Unterhaltungschef, weil dieser Carlo von Tiedemann "in ein Korsett zwängen" wollte, in das er nicht passte.

## Sendungenindex

### Folge 1 vom 29. März 1984 (Live aus der Saarlandhalle in Saarbrücken)
Gäste: Isabel Varell, Ricchi e Poveri, Righeira, Gitte Hænning, Drafi Deutscher, Audrey Landers, Nino de Angelo, Marina Arcangeli, Toto Cutugno, Reinhard Mey, Miquel Brown, Roger Whittaker

### Folge 2 vom 3. Mai 1984 (Live aus der Stadthalle Bremen)
Gäste: Tommy Steiner, Boney M., Don Marco, Taco Ockerse, Vicky Leandros, Peter Maffay, Jermaine Jackson, Second Generation, Laura Branigan, Robin Gibb, Grudzinski (Horst Jüssen), Stevie Woods, Al Bano & Romina Power, Udo Jürgens, Rockwell, George Kranz

### Folge 3 vom 4. Oktober 1984 (Live aus der Saarlandhalle in Saarbrücken)
Gäste: Tony Marshall, Bonnie Tyler, Udo Jürgens, Jenny Jürgens, Andrea Jürgens, Hiroko Murata, Steve Hackett, Evelyn Thomas, Roland Kaiser, Tony Esposito

### Folge 4 vom 30. Oktober 1984 (Live aus der Eilenriedehalle in Hannover)
Gäste: Hugo Egon Balder, Wolfgang Petry, Hans Hartz, Frank Duval, Bernhard Brink, Hugh Masekela, Howard Carpendale, Patto,
Mark Spiro, Daliah Lavi, Donna Summer

### Folge 5 vom 14. Februar 1985 (Live aus der Friedrich-Ebert-Halle in Ludwigshafen)
Gäste: Schrott nach 8, Jo Lemaire, Mungo Jerry, Village People, The Flying Pickets, Christian Anders, Second Generation, Siw Inger & Tony Holiday, Audrey Landers & Camillo Sesto, Christian Franke, Marlene Ricci, Julian Lennon, Elaine Paige & Barbara Dickson

### Folge 6 vom 9. Mai 1985 (Live aus der Saarlandhalle in Saarbrücken)
Gäste: Bernie Paul, Innocent Cry, The Ace Cats, Silent Circle, Two of Us, Relax, The Flirts, Münchener Freiheit, Bobbysocks, Eric Carmen, Georg Danzer & Band, Engelbert, Boney M.

### Folge 7 vom 26. September 1985 (Live aus der Philipshalle in Düsseldorf)
Gäste: Klaus und Klaus, Klaus Lage Band, Roland Kaiser, Die Goldene 13, Second Generation, Nicki, Paso Doble, Howard Carpendale, Phillipps & Brueck, Wolle Kriwanek

### Folge 8 vom 31. Oktober 1985 (Live aus der Stadthalle in Bremen)
Gäste: Andrea Jürgens, Udo Jürgens, Anne Haigis, Peter Maffay, Bill Ramsey, Dunja Rajter, Ireen Sheer, Costa Cordalis, Maria, Mireille Mathieu, Wind

### Folge 9 vom 6. Februar 1986 (Live aus der Westfalenhalle in Dortmund)
Gäste: Höhner, Heino, Kaczmarek, Münchener Freiheit, Juliane Werding, Stefan Waggershausen, Modern Talking

### Folge 10 vom 17. April 1986 (Live aus der Saarlandhalle in Saarbrücken)
Gäste: Ingrid Peters, Denise, Nicki, Klaus und Klaus, C. C. Catch, Die Goldene 13, Christian Franke, Camy Todorow, Roger Whittaker